# 横浜市立藤が丘小学校
横浜市立藤が丘小学校（よこはましりつ ふじがおかしょうがっこう）は、神奈川県横浜市青葉区藤が丘にある公立小学校。

## 沿革
- 1977年（昭和52年）4月 - 開校。
- 1978年（昭和53年）
  - 5月 - 『「ふ」「丘」「小」』を組み合わせてデザインされた校章決定。
  - 9月 - スプリンクラー設置。
- 1981年（昭和56年）11月 - 創立5周年記念式典挙行。校歌制定（作詞:三木卓、作曲:越路信義）。花壇造成。
- 1982年（昭和57年）7月 - ヘチマ柵設置。藤が丘小の地理的な位置を示す標識を設置（東経139度31分44秒、東経35度31分8秒）。
- 1983年（昭和58年）10月 - 屋上プールに殺虫灯設置。
- 1984年（昭和59年）
  - 2月 - 校舎南側に禽舎設置。
  - 6月 - 理科流水実験池設置。
  - 9月 - 学校案内板設置。
- 1985年（昭和60年）
  - 6月 - 藤祭りが始まる（縦割りの活動）。
  - 11月 - 機械警備導入。
- 1986年（昭和61年）
  - 4月 - 焼窯庫新設。
  - 10月 - 創立10周年記念式典挙行し、祝賀会開催。鉄棒・投擲（てき）板新設。
- 1991年（平成3年）12月 - 校庭整備（裏庭教材園・複合遊具・スプリンクラー設置）。
- 1992年（平成4年）4月 - さつきが丘小学校開校により、一部児童をつつじが丘小学校へ転籍。
- 1993年（平成5年）4月 - 第二音楽室移設。視聴覚教室と図書室を新設。
- 1994年（平成6年）9月 - はまっ子ふれあいスクール開設。
- 1995年（平成7年）11月 - 保健室移設。保健相談室と小会議室新設。
- 1996年（平成8年）
  - 9月 - 創立20周年記念式典挙行し、祝賀会開催。
  - 11月 - 藤小ふるさと祭り始まる。
- 1997年（平成9年）7月 - 正門改修。防災備蓄庫設置。児童棟廊下と階段塗装。
- 1998年（平成10年）
  - 5月 - 国際理解教室開始。
  - 7月 - 児童棟高架水槽改修。体育館床塗装。事務室新設。
- 1999年（平成11年）
  - 1月 - 管理棟階段塗装。
  - 7月 - 給食室ドライシステム化改造。児童棟教室照明改善。
- 2000年（平成12年）7月 - 校庭整備工事。
- 2001年（平成13年）3月 - 多目的教室・生活化ルーム改造。
- 2004年（平成16年）8月 - 児童棟内装塗装。
- 2005年（平成17年）8月 - 児童棟耐震補強工事
- 2006年（平成18年）8月 - 管理等外壁塗装工事。

### この節の出典
- 藤が丘小学校沿革（学校ホームページ内）

## 通学区域
- 谷本中学校区:梅が丘19 - 22番地、23番地の16、23番地の210 - 217、24番地、25番地の2、4、5、13 - 21、29 - 31、33、41 - 44、27番地 - 31番地、藤が丘二丁目[1]
- 緑ヶ丘中学校区:千草台25番地の1 - 4、6から36番地、51番地、52番地

## 進学中学
- 横浜市立谷本中学校
- 横浜市立緑が丘中学校

## 学校周辺
- 藤が丘第三公園
- JT中央研究所
- 梅が丘公園
- 横浜市立谷本中学校

## アクセス
- 東急バス「青83」系統で、「藤が丘二丁目」バス停から、徒歩約250m・約4分。